# Гримм (4-й сезон)
Четвёртый сезон фэнтезийного драматического сериала «Гримм», премьера которого состоялась на канале NBC 24 октября 2014 года, а заключительная серия вышла 15 мая 2015 года, состоит из 22 эпизодов. Шоу было создано Дэвидом Гринуолтом, Джимом Коуфом и Стивеном Карпентером и рассказывает о детективе Нике Бёркхарде из отдела убийств, который узнаёт, что является потомком группы охотников, известных как «Гриммы». Им дарована возможность видеть в людях «Существ» и они сражаются за то, чтобы сохранить человечество в безопасности от этих сверхъестественных сущностей.

## В ролях

### Основной состав
- Дэвид Джинтоли — Ник Бёркхард (22 эпизода)
- Расселл Хорнсби — Хэнк Гриффин (22 эпизода)
- Битси Таллок — Джульетта Силвертон (22 эпизода)
- Сайлас Уэйр Митчелл — Монро (22 эпизода)
- Саша Ройз — капитан Шон Ренар (22 эпизода)
- Реджи Ли — сержант Дрю Ву (22 эпизода)
- Бри Тёрнер — Розали Калверт (22 эпизода)
- Клэр Коффи — Адалинда Шейд (18 эпизодов)

### Второстепенный состав
- Алексис Денисоф — Виктор Хлодвиг зу Шеллендорф фон Конигсбург (9 эпизодов)
- Жаклин Тобони — Тереза «Беда» Рубел (9 эпизодов)
- Филип Энтони-Родригез — Маркус Рисполи (8 эпизодов)
- Дэнни Бруно — Руперт «Бад» Фердинанд Вурстнер (7 эпизодов)
- Нико Эверс-Свинделл — принц Кеннет Алун Годерик Боуз-Лион (7 эпизодов)
- Луиза Ломбард — Элизебет Ласаль (6 эпизодов)
- Гарсель Бове — Генриетта (4 эпизода)
- Дэвид Ури — Хофманн (4 эпизода)
- Элизабет Родригес — специальный агент Чавес (4 эпизода)
- Уилл Ротхар — офицер Джесси Экер (3 эпизода)
- Лукас Нир-Вербругге — Джош Портер (3 эпизода)

### Приглашённые актёры
- Тони Тракс — заместитель Жанелль Фэррис (2 эпизода)
- Арнольд Вослу — Джонатон Уайлд (1 эпизод)
- Дэниел Робук — лейтенант Питер Орсон (1 эпизод)
- Хэнк Харрис — Эндрю «Энди» Харрисон (1 эпизод)
- Гидеон Эмери — Дэмиен Барсо (1 эпизод)
- Бриджид Брэнно — Сара Фишер (1 эпизод)
- Эрик Авари — Джей Пи (1 эпизод)
- Ребекка Высоки — Лили Хинкли (1 эпизод)
- Ричард Брейк — Найджел Эдмунд (1 эпизод)
- Марк Фамиглетти — Линус Балозиан (1 эпизод)
- Джефф Фэйи — Альберт Боуден (1 эпизод)
- Мэтт Кесслер — Свен Гундерсон (1 эпизод)
- Хиллари Так — Маргарет «Мэгги» Боуден (1 эпизод)

## Эпизоды
| № общий | № в сезоне | Название                                                         | Режиссёр            | Автор сценария             | Дата премьеры   | Произв. код | Зрители в США (млн) |
| --- | ---------- | ---------------------------------------------------------------- | ------------------- | -------------------------- | --------------- | ----------- | ------------------- |
| 67 | 1          | «Thanks for the Memories» «Спасибо за воспоминания»              | Норберто Барба      | Дэвид Гринуолт и Джим Коуф | 24 октября 2014 | 401         | 5,28                |
| ФБР допрашивает Беду о её роли в обезглавливании Вестона, а в Портленде объявляется новое существо, которое похищает у своих жертв воспоминания. Открывающая цитата: «Знание — сила». |            |                                                                  |                     |                            |                 |             |                     |
| 68 | 2          | «Octopus Head» «Спрутоголовый»                                   | Теренс О’Хара       | Дэвид Гринуолт и Джим Коуф | 31 октября 2014 | 402         | 4,54                |
| Ник и Хэнк обращают своё внимание на серию нападений, после которых жертвы теряют память. Ник решает, должен ли он восстановить свои способности Гримма. Беда присоединяется к расследованию и оказывается в опасности. В Вене Адалинду держат в плену, и она понимает, что сейчас она как никогда раньше близка Нику. В это время капитан Ренард продолжает борьбу за жизнь, и к нему на помощь прибывает загадочная незнакомка. Открывающая цитата: «Единственное сокровище человека это его память. Лишь в ней его богатство и бедность». |            |                                                                  |                     |                            |                 |             |                     |
| 69 | 3          | «Last Fight» «Последний бой»                                     | Пол Кауфман         | Томас Йен Гриффит          | 7 ноября 2014   | 403         | 4,93                |
| Ник и Хэнк расследуют убийство бывшего боксёра. Когда они находят убийцу, тот пытается их убить, и только появление Беды спасает ситуацию. Мать Ренарда с помощью Розали и Монро приступает к изготовлению зелья, возвращающего способности Гримма. Адалинде помогают сбежать. Открывающая цитата: «Не озаряй высокий пламень звёздный моих желаний сумрачные бездны». |            |                                                                  |                     |                            |                 |             |                     |
| 70 | 4          | «Dyin’ on a Prayer» «Смерть на молитве»                          | Таня МакКирнан      | Шон Калдер                 | 14 ноября 2014  | 404         | 5,01                |
| Пока друзья Ника пытаюсь приготовить зелье, которое поможет вернуть ему способности Гримма, Ник и Хэнк расследуют весьма необычное дело. Необычное тем, что главный подозреваемый — вовсе не существо. Мифический монстр, убивающий всех, кто встанет у него на пути… Открывающая цитата: «Вспомни, что ты, как глину, обделал меня и в прах обращаешь меня». |            |                                                                  |                     |                            |                 |             |                     |
| 71 | 5          | «Cry Luison» «Спасите, Луисон!»                                  | Эрик Ланёвилль      | Майкл Голамко              | 21 ноября 2014  | 405         | 5,43                |
| Ник и Хэнк расследуют дело об убийстве. Женщина сбила человека на машине, при этом она уверяет всех вокруг, что её преследует волк. Тем временем жизнь Монро и Розали начинает превращаться в кошмар. А Джульетта принимает одно из самых важных решений в своей жизни. Открывающая цитата: «Лжецу не поверят, даже если он скажет правду». |            |                                                                  |                     |                            |                 |             |                     |
| 72 | 6          | «Highway of Tears» «Дорога слёз»                                 | Джон Беринг         | Алан ДиФиоре               | 28 ноября 2014  | 406         | 5,17                |
| В Портленде происходит череда похищений людей. Кто это делает и зачем им это нужно? Ник и Джульетта решаются на весьма отчаянный и опасный шаг, который позволит вернуть Нику способности Гримма. Открывающая цитата: «В тебе нет жалости, ты отрубаешь людям головы и носишь на шее, словно гирлянду». |            |                                                                  |                     |                            |                 |             |                     |
| 73 | 7          | «The Grimm Who Stole Christmas» «Гримм, который украл Рождество» | Джон Грей           | Дэн Фесман                 | 5 декабря 2014  | 407         | 4,96                |
| Пока в Портленде празднуют Рождество, по улицам города бегают маленькие существа, которые пытаются испортить всем праздник. Тем временем одному из друзей Ника придётся покинуть его, тогда как с Джульеттой продолжают твориться странные вещи… Открывающая цитата: «Стоит мне проглотить её и до конца жизни меня будут преследовать злые гоблины, созданные моим же воображением». |            |                                                                  |                     |                            |                 |             |                     |
| 74 | 8          | «Chupacabra» «Чупакабра»                                         | Аарон Липстадт      | Брэнна Коуф                | 12 декабря 2014 | 408         | 5,07                |
| Подцепив непонятную болезнь, одно из существ превращается в Чупакабру — существо, пьющее кровь у людей. Монро попадает в серьёзную беду, друг Ника Ву почти узнаёт правду, а Джульетта получит весьма необычный «подарок». Открывающая цитата: «Береги своё стадо, не упускай его из виду; береги свою кровь, ибо Чупакабра голоден». |            |                                                                  |                     |                            |                 |             |                     |
| 75 | 9          | «Wesenrein» «Чистая кровь»                                       | Ханель М. Кулпеппер | Томас Йен Гриффит          | 16 января 2015  | 409         | 4,62                |
| Монро похищен Орденом Чистой Крови. Ник, Хэнк и остальные пытаются выяснить, где держат их друга. Они готовы пойти на всё, лишь бы спасти его. Тем временем Джульетта пытается понять, что делать с её способностями. Открывающая цитата: «Он велел доставить их в суд, и им вынесли приговор». |            |                                                                  |                     |                            |                 |             |                     |
| 76 | 10         | «Tribunal» «Суд»                                                 | Питер Уэрнер        | Дэвид Гринуолт и Джим Коуф | 23 января 2015  | 410         | 5,02                |
| Орден Чистой Крови готов вынести свой приговор. Сумеет ли Гримм спасти своего друга, или же Монро ждёт смерть? Тем временем Джульетта раскрывает свой секрет одному из друзей Ника, капитану Ренарду. Открывающая цитата: «Теперь пусть бог Мщения уступит мне место, чтобы я покарал злых». |            |                                                                  |                     |                            |                 |             |                     |
| 77 | 11         | «Death Do Us Part» «Смерть не разлучит нас»                      | Константин Макрис   | Джефф Миллер               | 30 января 2015  | 411         | 4,85                |
| Несколько охотников на призраков забираются в старый дом, что бы найти доказательства существования духов. Однако вместо встречи с призраком один из охотников получает смертельный удар током. Пока Ник пытается выяснить, с каким существом он имеет дело, Джульетта делает всё, чтобы снова стать человеком. Открывающая цитата: «Он понял, что она не только близка ему, но что он теперь не знает, где кончается она и начинается он». |            |                                                                  |                     |                            |                 |             |                     |
| 78 | 12         | «Maréchaussée» «Жандарм»                                         | Эрик Ланёвилль      | Дэвид Гринуолт и Джим Коуф | 6 февраля 2015  | 412         | 4,67                |
| В Портленде происходит череда заказных убийств. Выслеживая убийцу-мантикору, Ник сам становится целью охотника за головами. В поисках дочери Адалинда возвращается в Портленд, и этот факт приводит Джульетту в ярость. Открывающая цитата: «Каждый видит, каким ты кажешься; но мало кто чувствует, каков ты есть». |            |                                                                  |                     |                            |                 |             |                     |
| 79 | 13         | «Trial by Fire» «Испытание огнём»                                | Норберто Барба      | Шон Калдер                 | 13 февраля 2015 | 413         | 4,86                |
| Во время пожара погибают двое подростков. Чтобы поймать поджигателя, Нику требуется помощь того, кого он сам посадил за решётку, злейшего врага Монро. Адалинда пытается похитить Джульетту и получает неожиданный отпор. Джульетта раскрывает свой секрет Нику. Открывающая цитата: «Слава как феникс среди пламени расточает ароматы». |            |                                                                  |                     |                            |                 |             |                     |
| 80 | 14         | «Bad Luck» «Плохая примета»                                      | Терренс О’Хара      | Томас Йен Гриффит          | 20 марта 2015   | 414         | 4,78                |
| Убивают подростка и отрубают ему ногу. Ник выяснет, что его семья — существа-кролики, а также, что кроличьи лапки помогают парам существ забеременеть. Адалинда узнаёт, что беременна от Ника. Открывающая цитата: «Никто так не суеверен, как безбожник». |            |                                                                  |                     |                            |                 |             |                     |
| 81 | 15         | «Double Date» «Двойное свидание»                                 | Карен Джавиола      | Бренна Коуф                | 27 марта 2015   | 415         | 4,93                |
| Ник расследует весьма странное убийство — кто-то убил мужчину с помощью кислоты. В трейлере Хэнк и Ник узнают, что имеют дело с весьма опасным существом, тело которого покрыто кислотой. Под подозрением оказывается женщина, с которой встречался погибший. Однако в квартире, которую снимала подозреваемая, находят только отпечатки другого мужчины, имевшего приводы за мошенничество. Шон и Джульетта открывают колдовскую книгу Адалинды, чтобы узнать ответы: Шон — как избавиться от кошмаров, в которых он раз за разом переживает свою смерть, Джульетта — как снова стать человеком. Открывающая цитата: «То ли жена, то ли муж — не скажешь, но то и другое». |            |                                                                  |                     |                            |                 |             |                     |
| 82 | 16         | «Heartbreaker» «Разбивающая сердца»                              | Роб Бэйли           | Дэн Е. Фесман              | 3 апреля 2015   | 416         | 4,51                |
| В книге Джульетта и Шон не находят ответы. Ник рассказывает Хэнку, что случилось с Джульеттой. В парке погибает велосипедист, отравленный батрахотоксином. Монро и Розали готовят зелье, которое подавит способность существа выделять яд. Тем временем Кеннет, новый ставленник королевских семей, приказывает Шону Ренарду примкнуть к ним и помочь с поисками ребёнка. Открывающая цитата: «И как это лягушка заговорила! Она не может быть спутником человека». |            |                                                                  |                     |                            |                 |             |                     |
| 83 | 17         | «Hibernaculum» «Зимняя спячка»                                   | Джон Беринг         | Майкл Голамко              | 10 апреля 2015  | 417         | 4,76                |
| Ник, Хэнк и Ву расследуют убийства, жертвы которых оказываются полностью замороженными. Тем временем Джульетта всё больше теряет свою человеческую природу, учась быть ведьмой, и планирует отомстить Адалинде. Шон Ренар испытывает странные галлюцинации, а шрамы от пуль на его груди начинают кровоточить. Открывающая цитата: «Поцелуй её был холоднее льда и пронзил его до самого сердца». |            |                                                                  |                     |                            |                 |             |                     |
| 84 | 18         | «Mishipeshu» «Подводная пантера»                                 | Омар Мадха          | Алан ДиФиоре               | 17 апреля 2015  | 418         | 4,54                |
| Новое расследование Ника и Хэнка связано с убийствами, предыстория которых уходит на десятилетия назад. Оказывается, что они имеют дело с таинственным индейским духом Мишипешу, также называемым Подводной пантерой. Вызывающее поведение Джульетты заканчивается для неё проблемами с законом. Монро и Розали отправляются на задание вместе с капитаном Ренаром. Хэнк попадает под влияние индейского духа с жёлтыми глазами. Открывающая цитата: «Тот Дух, которого ты ищешь в воде, лишь твоё отражение». |            |                                                                  |                     |                            |                 |             |                     |
| 85 | 19         | «Iron Hans» «Железный Ганс»                                      | Себастиан Сильва    | Дэвид Гринуолт и Джим Коуф | 24 апреля 2015  | 419         | 4,66                |
| Ник и Хэнк расследуют убийство, которое, как выясняется, связано с древними обрядами посвящения существ. Между тем Джульетта встречает неожиданного союзника. Капитан Шон Ренар сражается с темнотой внутри себя, а Ник находит надежду для Джульетты у последней, от кого он этого ожидал — у Адалинды. Открывающая цитата: «Самую благородную дичь убил по закону дубины и клыка». |            |                                                                  |                     |                            |                 |             |                     |
| 86 | 20         | «You Don't Know Jack» «Ты не знаешь Джека»                       | Терренс О’Хара      | Шон Калдер и Майкл Голамко | 1 мая 2015      | 420         | 4,22                |
| Вереница убийств происходит в Портленде, почерк которых полностью совпадает с почерком Джека-потрошителя. Расследую преступления Ник, Хэнк, Монро и Ву сталкиваться с ситуацией, которую они никак не ожидали. Тем временем Адалинда и Розали вынуждены работать вместе в последней отчаянной попытке сделать средство, которое подавит ведьму в Джульетте. Джульетта же решает помочь своему новому союзнику, даже если это означает, что ей придётся причинить вред некогда дорогим людям. Открывающая цитата: «Поймайте меня, когда сможете...» |            |                                                                  |                     |                            |                 |             |                     |
| 87 | 21         | «Headache» «Головная боль»                                       | Джим Коуф           | Дэвид Гринуолт и Джим Коуф | 8 мая 2015      | 421         | 4,21                |
| Расследование Ника и Хэнка приближается к раскрытию личности серийного убийцы, но это ставит жизнь Ву под угрозу. Монро и Розали отказываются в дальнейшем помогать Джульетте, а тем временем Джульетта делает всё, чтобы совершить свою месть. Беда приезжает в Портленд из Филадельфии, чтобы убедиться, что всё в порядке. Открывающая цитата: «Меж старыми друзьями чем сильней любовь была, тем пламенней вражда». |            |                                                                  |                     |                            |                 |             |                     |
| 88 | 22         | «Cry Havoc» «Плач разрушителя»                                   | Норберто Барба      | Томас Йен Гриффит          | 15 мая 2015     | 422         | 4,74                |
| После шокирующего открытия о смерти матери Ник полон решимости отомстить и пойти против королевской семьи с помощью друзей и вернувшейся в город Беды. Между тем новый союз Джульетты с королевской семьей продолжает вести её по тёмному пути. Открывающая цитата: «О мысль моя, отныне ты должна кровавой быть, иль прах тебе цена!» |            |                                                                  |                     |                            |                 |             |                     |